# Вальс с Баширом
«Вальс с Баширом» (ивр. ואלס עם באשיר‎ — Вальс им Баши́р) — анимационный фильм 2008 года, продюсером и сценаристом которого выступил Ари Фольман. В основе ленты лежит история ветерана Ливанской войны 1982 года. Является первым мультипликационным фильмом, номинированным на премию «Оскар» в категории «Лучший фильм на иностранном языке».
Главный герой, Фольман, потерял память и пытается восстановить свои воспоминания о резне в лагерях для беженцев Сабра и Шатила.

## Предыстория
Выполненная в документальном жанре лента посвящена реальным событиям начала 1980-х годов — боевым действиям израильской армии в Ливане и резне в палестинских лагерях для беженцев Сабра и Шатила, устроенной отрядами правого ливанского движения фалангистов.

## Сюжет
Фильм основан на реальных событиях.
В 2006 году Ари Фольман, бывший в 1982 году солдатом пехоты Армии обороны Израиля, встречается с давним армейским товарищем. Тот рассказывает ему о снящихся ему кошмарах, связанных с его службой в армии во время Ливанской войны. Фольман с удивлением обнаруживает, что абсолютно ничего не помнит о том периоде. Ему вырисовывается лишь один эпизод той войны, о том, что он со своими друзьями по оружию купается в море ночью в Бейруте, а та ночь озаряется светом вспышек. Фольман отправляется на встречу со вторым другом, который советует ему поговорить с людьми, которые в то время были в Бейруте, чтобы понять, что же всё-таки на самом деле произошло в тот день. Фильм повествует о дальнейших встречах Фольмана со знакомыми, с психологом, а также репортёром Роном Бен-Ишаем.

## Награды
- Премия Европейской киноакадемии 2008 — лучший композитор (Макс Рихтер)[4]
- Премия «Золотой глобус» за лучший фильм на иностранном языке
- Премия «Офир»
- Премия «Сезар» за лучший иностранный фильм

## Критика
46 место среди 100 лучших анимационных фильмов по версии журнала Time Out.